# Joseph Roth – Ein Leben in Legenden
Joseph Roth – ein Leben in Legenden ist ein deutsch-österreichischer Fernsehfilm über das Leben des österreichischen Schriftstellers Joseph Roth.

## Handlung
Der Film behandelt hauptsächlich die Zeit vom Beginn von Roths Autorenkarriere kurz nach dem Ersten Weltkrieg bis zu seinem Tod 1939 in Paris. Verschiedene Szenen zeigen Roth meist in Cafés im Kreis seiner Freunde und Autorenkollegen, z. B. in Berlin, Wien, Paris, Nizza oder Ostende. Zentrale Themen sind etwa Roths starke Alkoholabhängigkeit, sein inneres Festhalten an der untergegangenen K.u.K.-Monarchie, sein Leiden am Exil, aber auch die Beziehung zu seiner Frau Friedl, deren zunehmende Geisteskrankheit und letztendliche Einweisung in eine psychiatrische Anstalt.

## Produktion
Der Film ist eine Koproduktion zwischen dem ORF und dem Bayerischen Rundfunk aus dem Jahr 1980, hergestellt von Satel Film. Zum ersten Mal ausgestrahlt wurde er am 13. Dezember 1980 auf ORF2 und am 1. Februar 1981 im BR Fernsehen.